# 타르야 할로넨
타르야 카리나 할로넨(핀란드어: Tarja Kaarina Halonen, 문화어: 따르야 할로넨, 1943년 12월 24일 -)은 핀란드의 여성 정치인이다. 2000년부터 2012년까지 대통령으로 재임하였다.
헬싱키 출신이며, 헬싱키 대학교에서 법학을 전공한 후 변호사가 되었다. 1971년 사회민주당에 입당하였고, 1974년 총리실 의회담당 변호사로 근무하였다. 1977년 헬싱키 시의회 의원이 되었고, 1979년 국회의원 선거에 출마하여 당선되었다.
국회의원으로 재직하면서 그는 노동자의 복지와 이익의 옹호, 소수의 권리 보호를 위하여 적극적인 활동을 하였다. 1980년대와 1990년대에는 몇 부처의 장관을 겸임하였고, 특히 1995년부터 2000년 사이에는 외무장관을 지냈다.
2000년 여당인 사회민주당 소속 대통령 선거 후보로 출마하여, 핀란드 최초의 여성 대통령으로 당선되었다. 2006년 선거에서는 무소속으로 출마하여 다시 당선되어 두 번째 임기가 시작되었다.
그는 오랫동안 결혼하지 않은 상태에서 자녀를 낳아 키웠고, 자신의 보좌관이던 다른 남성과 10년 넘께 동거 생활을 하다가 대통령에 취임한 후 처음으로 정식으로 결혼하였다. 이와 같이 자유로운 사생활을 보여줬으나 이는 핀란드에서는 문제가 될 것이 없었다.
2000년 서울 아시아·유럽 정상회의 참석차 핀란드 대통령으로는 처음으로 대한민국을 방문하였고, 2002년 김대중 대통령의 초청으로 국빈으로 다시 대한민국을 방문하였다.

## 역대 선거 결과
| 선거명      | 직책명          | 대수 | 정당              | 1차 득표율 | 1차 득표수  | 2차 득표율 | 2차 득표수  | 결과 | 당락 |
| ----------- | --------------- | ---- | ----------------- | ---------- | ----------- | ---------- | ----------- | ---- | ---- |
| 2000년 선거 | 핀란드의 대통령 | 11대 | 핀란드 사회민주당 | 40.03%     | 1,224,431표 | 51.63%     | 1,644,532표 | 1위  |      |
| 2006년 선거 | 핀란드의 대통령 | 11대 | 핀란드 사회민주당 | 46.31%     | 1,397,030표 | 51.79%     | 1,630,980표 | 1위  |      |

| 전임 마르티 아티사리 | 제11대 핀란드 공화국대통령 2000년 ~ 2012년 | 후임 사윌리 니니스퇴 |

| 전임 파보 란타넨 | 핀란드의 외무장관 1995년 4월 13일-2000년 2월 25일 | 후임 에르키 투오미오야 |

## 같이 보기
- 핀란드의 대통령 목록
- 로마 클럽